# Amazonie (bande dessinée)
Amazonie est une série de bande dessinée franco-belge fantastique créée par le dessinateur Bertrand Marchal et par les scénaristes Leo et Rodolphe dont le premier tome est édité le 23 septembre 2016 par Dargaud.
Ceci étant le troisième cycle, le premier reconnaît un autre titre Kenya sorti en octobre 2001 et le second Namibia en mars 2010.

## Description

### Personnages
- Katherine "Kathy" Austin, personnage principal de l'histoire, derrière son apparence d'une jeune et belle enseignante d'une école de Mombasa se cache une agent des Secret Intelligence Service.

## Albums
- 1 Épisode 1, Dargaud, (ISBN 978-2-2050-7434-5), septembre 2016
Scénario : Leo et Rodolphe - Dessin : Bertrand Marchal
- 2 Épisode 2, Dargaud, (ISBN 978-2-2050-7671-4), août 2017
Scénario : Leo et Rodolphe - Dessin : Bertrand Marchal
- 3 Épisode 3, Dargaud, (ISBN 978-2-2050-7772-8), avril 2018
Scénario : Leo et Rodolphe - Dessin : Bertrand Marchal
- 4 Épisode 4, Dargaud, (ISBN 978-2-2050-7928-9), février 2019
Scénario : Leo et Rodolphe - Dessin : Bertrand Marchal
- 5 Épisode 5, Dargaud, (ISBN 978-2-2050-8171-8), février 2020
Scénario : Leo et Rodolphe - Dessin : Bertrand Marchal